# Flotta del Mar Nero
La Flotta del Mar Nero (in russo Черноморский флот?, Černomorskij flot) è quella componente della Marina militare russa (e di quella sovietica prima) che opera nel Mar Nero e nel Mar Mediterraneo sin dal tardo XVIII secolo. Fondata nel maggio 1783 dal principe Grigorij Aleksandrovič Potëmkin, il quartier generale è situato a Sebastopoli, con altri porti sparsi per tutto il Mar Nero e il Mar d'Azov. L'aviazione di marina ha i suoi aeroporti in varie città della Crimea e nel territorio di Krasnodar.
Nata per contrastare la potenza ottomana nella regione, la Flotta del Mar Nero ha poi combattuto le due guerre mondiali ed è stata attivata anche durante la seconda guerra in Ossezia del Sud. Inoltre, dopo la dissoluzione dell'Unione Sovietica avvenuta nel 1991, la Flotta del Mar Nero è stata in parte assorbita dall'Ucraina che ne ha fatto la base di partenza per la sua nuova marina militare.
La Flotta è la pedina operativa della Russia per quanto riguarda il BLACKSEAFOR (Black Sea Naval Co-operation Task Group, di cui fanno parte anche Turchia, Bulgaria, Romania, Georgia ed Ucraina).

## Storia

### Durante l'Impero russo
L'Impero russo iniziò ad affacciarsi sul Mar Nero dopo la vittoria ottenuta nella guerra russo-turca del 1768-1774. Nel 1773 la Marina imperiale russa creò uno squadrone che continuò ad essere ingrandito anche dopo la fine delle ostilità. Nonostante il trattato di Küçük Kaynarca sancisse l'indipendenza del Khanato di Crimea, l'8 aprile 1783 l'imperatrice Caterina II di Russia ne dichiarò l'annessione all'Impero. Di conseguenza, si mostrò la necessità di avere una potente flotta per difendere gli interessi russi nella regione.

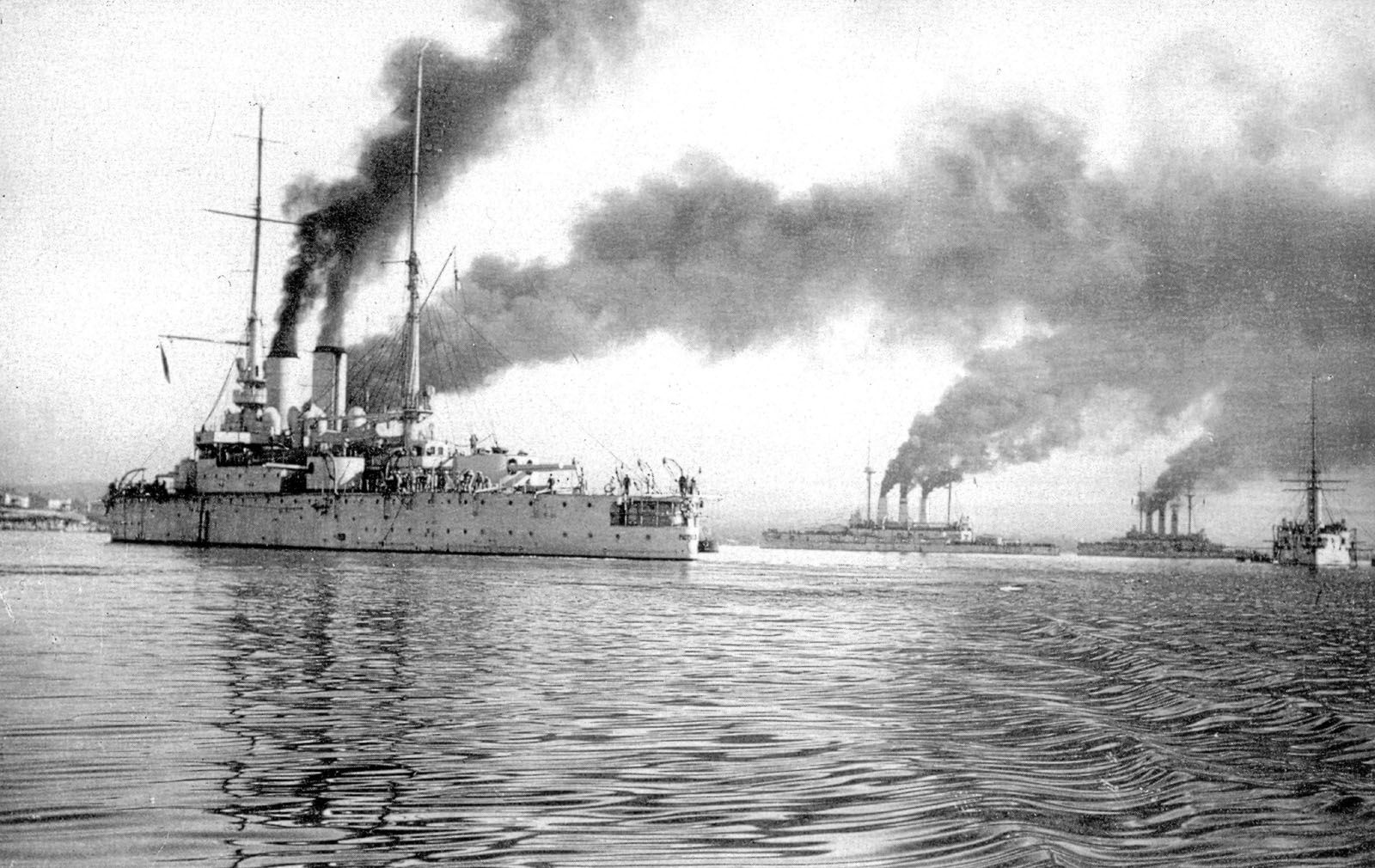
Tre corazzate della Flotta del Mar Nero negli anni dieci: da sinistra si riconoscono Rostislav, Ioann Zlatoust ed Evstafi

Il governatore di Novorossijsk, principe Potëmkin, radunò nel mese di maggio le navi della flottiglia del Mar d'Azov e della flottiglia del Dnepr nella futura Sebastopoli (assunse questo nome nel febbraio 1784) e fu da allora che si cominciò a parlare di una Flotta del Mar Nero. Nel 1787 la Flotta contava 3 corazzate, 12 fregate, 3 bombarde e altre 28 navi minori e una delle sue basi divenne il porto di Cherson di recente fondazione.
I contenziosi tra Impero ottomano ed Impero russo per la Crimea portarono nel 1787 a una nuova guerra, durante la quale i tentativi ottomani di sbarcare in Crimea dal mare furono frustrati dall'abile ammiraglio Ušakov, che sconfisse la marina avversaria in tre battaglie svoltesi a Tendra, nell'Isola dei Serpenti e nello stretto di Kerč. Le vittorie furono da stimolo alla costruzione di un nuovo cantiere a navale a Nikolaev.
Dopo essere stata relegata, nel 1841, nel Mar Nero dalla convenzione di Londra sugli Stretti, la Flotta russa tornò a espandersi nel 1870 dopo aver combattuto la guerra di Crimea (da ricordare la battaglia di Sinope con cui ebbero inizio le ostilità), sebbene un articolo del trattato di Parigi avesse sancito la smilitarizzazione di quel mare. Successivamente, nel 1905, l'equipaggio della nave da battaglia Potëmkin si ribellò dopo la sconfitta dell'Impero russo nella guerra contro il Giappone; questo episodio fu descritto da Lenin come il primo tentativo di organizzare un esercito rivoluzionario.
La Flotta del Mar Nero tornò a scontrarsi con la controparte ottomana in occasione della prima guerra mondiale: inizialmente avvantaggiati grazie alla corazzata Yavuz Selim ceduta dall'Impero tedesco, gli ottomani dovettero cedere il controllo del mare ai russi dopo che questi misero in campo le due moderne corazzate Imperatrica Marija e Imperatrica Ekaterina Velikaja varate a Mykolaïv, almeno fino alla fine dello zarismo avvenuta nel 1917. A questa data la Flotta contava 177 navi.

### Periodo sovietico
Parte della Flotta del Mar Nero venne ritirata a Novorossijsk per evitarne la cattura da parte delle avanzanti forze tedesche, e qui affondate dai bolscevichi. Comunque, più di 130 navi riuscirono a fuggire da Sebastopoli in Tunisia, alcune delle quali andate poi in mano alla marina militare francese. Le navi scampate a questo destino andarono in parte agli Imperi centrali o agli Alleati, con questi ultimi che le cedettero poi all'Armata Bianca che ne fece la cosiddetta "Flotta Wrangel". Le imbarcazioni degli Imperi centrali passarono invece nella Flotta rossa dell'Ucraina, una forza armata rimasta in vita solo per pochi mesi prima che i Bianchi invadessero l'Ucraina sud-orientale e ne prendessero il controllo inserendole nello "Squadrone russo", parte delle forze armate bianche.
Le poche navi da guerra rimaste nel Mar Nero vennero recuperate dalla Repubblica Socialista Federativa Sovietica Russa nel 1920, che ne iniziò un ampliamento, durato oltre quindici anni, andato di pari passo con il rafforzamento delle difese costiere. Quando la Germania nazista iniziò l'invasione dell'Unione Sovietica nel giugno 1941, nell'ambito della seconda guerra mondiale, la Flotta del Mar Nero era agli ordini del viceammiraglio Filipp Sergéevič Oktâbr'skij e poteva disporre di 625 aerei. I marinai sovietici fornirono quindi supporto alle truppe di terra nella battaglia di Odessa e nella difesa della Crimea e del Caucaso, nonché nella liberazione di Novorossijsk, nell'ambito del più ampio fronte orientale.
La guerra fredda vide impegnata la Flotta nel Mediterraneo in occasione dei conflitti arabo-israeliani.

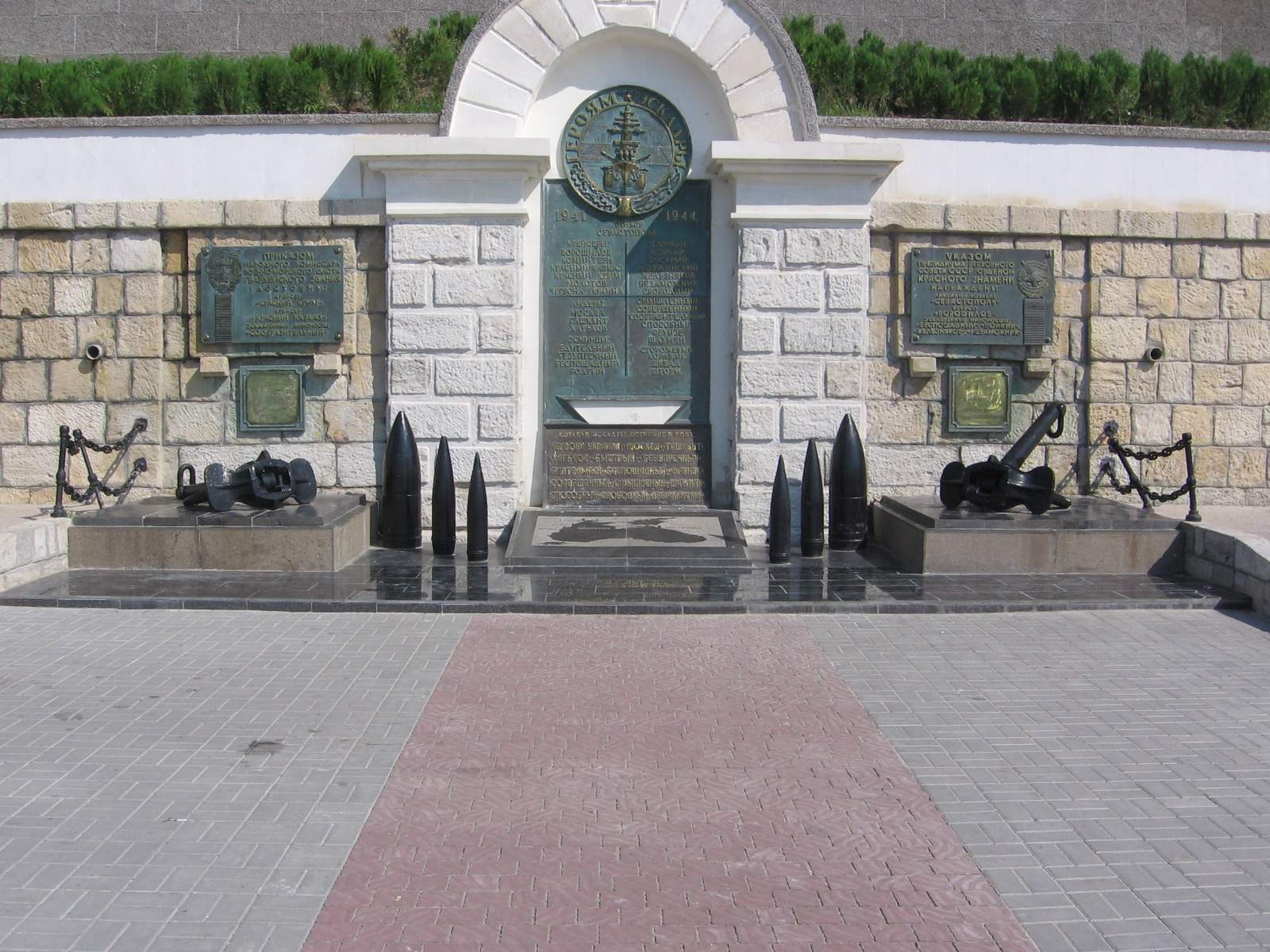
Monumento a Sebastopoli dedicato ai marinai sovietici che combatterono nella Flotta del Mar Nero durante la seconda guerra mondiale contro la Germania nazista

Al 1988 la Flotta del Mar Nero, incluse le truppe costiere e l'aviazione navale, era così composta:
- Flottiglia del Danubio:
  - 116ª Brigata fluviale (Izmaïl)
- 112ª Brigata navale da ricognizione (Mirnyj)
- 37ª Brigata navale di soccorso (Sebastopoli)
- Dipartimento delle truppe costiere
  - 810ª Brigata fanteria di marina (Sebastopoli)
  - 362º Reggimento autonomo missilistico costiero (Balaklava)
  - 138º Reggimento autonomo missilistico costiero (Chernomorsk)
  - 417º Reggimento autonomo missilistico costiero (Sebastopoli)
  - 51º Reggimento autonomo missilistico costiero (Mekenzerye)
- Dipartimento dell'aviazione navale della Flotta del Mar Nero
  - 2ª Divisione della guardia dell'aviazione missilistica navale (Gvardeyskoye, tre reggimenti dotati di bombardieri Tupolev Tu-22M)[4]
    - 5º Reggimento missilistico dell'aviazione navale (Veseloye, sciolto il 15 novembre 94)
    - 124º Reggimento missilistico dell'aviazione navale (Gvardeskoye, sciolto nel 1993)
    - 943º Reggimento missilistico dell'aviazione navale (Oktyabrskoye, sciolto nel 1996)

  - 30º Reggimento autonomo da ricognizione marittima dell'aviazione navale (Saki-Novofedorovka, Tu-22P)
  - 318º Reggimento autonomo antisommergibile dell'aviazione navale (Lago Donuzlav)
  - 78º Reggimento autonomo elicotteri antisommergibile (Lago Donuzlav)
  - 872º Reggimento autonomo elicotteri antisommergibile (Kacha)
  - 917º Reggimento autonomo trasporti dell'aviazione navale (Kacha)
  - 859º centro d'addestramento dell'aviazione navale (Kacha)

### La scissione tra Ucraina e Russia. Rapporti tra i due Stati.
Le stime della consistenza della Flotta alla dissoluzione dell'Unione Sovietica variano da un massimo di 635 a un minimo di 300 tra navi da guerra e sottomarini, in cui operavano tra i 47.000 e i 70.000 marinai.
Nell'agosto 1992 il presidente della nuova e indipendente Ucraina incontrò il presidente russo a Tashkent per formalizzare un accordo che prevedeva che il comando della flotta e dei porti fosse demandato a un comando congiunto russo-ucraino attivo nei tre anni a venire. Non solo: parte delle navi, del personale, degli armamenti e delle difese costiere una volta di proprietà dell'Unione Sovietica passarono all'Ucraina, che sorse proprio nei territori in cui erano ubicate le basi della Flotta del Mar Nero. Fu proprio da queste risorse che nacque la marina militare ucraina.
Nel giugno 1993 il presidente ucraino Leonid Kravčuk e quello russo Boris El'cin ufficializzarono con un accordo l'idea di dividere la Flotta del Mar Nero in due parti da ripartire equamente tra i due Stati, in un processo che in teoria si sarebbe dovuto concludere per il 1996. Se da un lato alcuni equipaggi accettarono di buon grado il passaggio di autorità, dall'altro gran parte degli ufficiali rimase fedele alla Russia, e iniziò a tessere rapporti con i separatisti filo-russi nella Repubblica autonoma di Crimea. Le navi, inoltre, ancora battenti bandiera russa, erano sotto il controllo pratico dei russi, così come era russo il comandante in capo, e le tensioni si protrassero a lungo ancora negli anni a venire. L'accordo venne così rinegoziato nel settembre 1993 e ancora nell'aprile 1994.
Nel 1995 i marinai in servizio nella Flotta erano circa 48.000, ripartiti in 14 sottomarini, 31 navi di superficie, 43 pattugliatori, 125 aerei e 85 elicotteri. A questi si aggiungeva una divisione per la difesa costiera (175 carri armati, 450 veicoli da supporto per la fanteria e 72 pezzi d'artiglieria) e una brigata di fanteria di marina (50 carri armati, 218 veicoli da supporto per la fanteria e 45 pezzi d'artiglieria). La situazione si sbloccò parzialmente il 25 novembre 1995 quando Mosca accettò di cedere 150 installazioni navali alla marina Ucraina, ma nel febbraio 1996 il ministro della difesa russo, Pavel Gračëv, fermò ogni ulteriore passo in avanti a causa dei disaccordi su dove sarebbero dovute sorgere le nuove basi russe.
Finalmente, il 28 maggio 1997, Russia (primo ministro Černomyrdin) e Ucraina (primo ministro Lazarenko) sottoscrissero un trattato per la scissione della Flotta del Mar Nero in due marine distinte e indipendenti l'una dall'altra: una sotto l'egida russa, l'altra sotto l'egida ucraina. Non vi sarebbero potuti essere più di 25.000 militari russi nelle basi, e non vi avrebbero potuto alloggiare armi nucleari. Alla Russia l'Ucraina cedette inoltre la metà circa delle basi fino al 2017, inclusa quella di Sebastopoli (condivisa dalle due marine), avendo però in cambio un tornaconto annuo di 98 milioni di $. L'accordo venne celebrato con un'esercitazione militare congiunta alla fine dell'anno, per essere poi ratificato dalla Rada ucraina nel marzo 1999. La marina ucraina si ritrovò così con 44 navi da guerra e 80 navi ausiliarie ancorate nei porti di Odessa, Očakiv, Chernomorskoe, Novoozernii, Feodosia e, base principale, Sebastopoli. Dal canto suo la Flotta russa del Mar Nero, sempre nel 1999, contava ancora circa 20.000 militari in servizio.
Rimasero comunque punti aperti che non mancarono di generare dispute, come il controllo dei fari. Il 3 agosto 2005 ad esempio i soldati russi occuparono il faro di Saryč: all'ordine del governo della Crimea di evacuare la zona, i russi risposero che obbedivano unicamente al loro quartier generale a Sebastopoli.

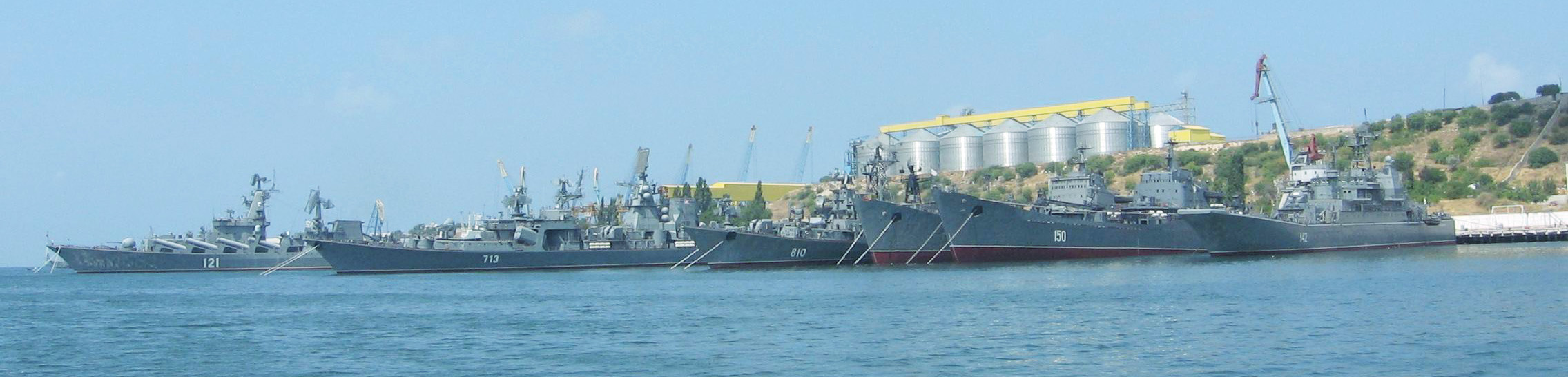
Alcune navi (inclusa la nave ammiraglia) della Flotta russa del Mar Nero fotografate a Sebastopoli nell'agosto 2007

Nel settembre 2008 il presidente ucraino Viktor Juščenko dichiarò che la data del 2017 non sarebbe stata modificata e che in tale anno le navi russe avrebbero dovuto abbandonare le loro basi, tuttavia nel 2010 venne fissata come nuova data di ritiro delle navi il 2042, con ulteriore opzione fino al 2047. In ogni caso le dichiarazioni di Juščenko indussero Mosca ad ampliare la base di Novorossijsk, nel Territorio di Krasnodar. Nel luglio 2007 il comandante della marina russa annunciò che i lavori sarebbero stati completati nel 2012.
Un altro punto di frizione tra i due Stati si ebbe quando nel giugno 2009 i servizi di sicurezza ucraini intimarono agli omologhi russi dell'FSB di lasciare il paese entro il 13 dicembre dell'anno, momento in cui avrebbero preso in carico la sicurezza delle navi e dei marinai russi in territorio ucraino. Per tutta risposta il Ministero degli Esteri russo annunciò che, in linea con gli accordi bilaterali, gli agenti dell'FSB sarebbero rimasti al loro posto. Ancora, nell'ottobre-novembre del 2009 Mosca si lamentò con Kiev per alcune ispezioni effettuate dalle autorità ucraine a camion della Flotta del Mar Nero, sostenendo che simili azioni non facevano altro che danneggiare i rapporti bilaterali.

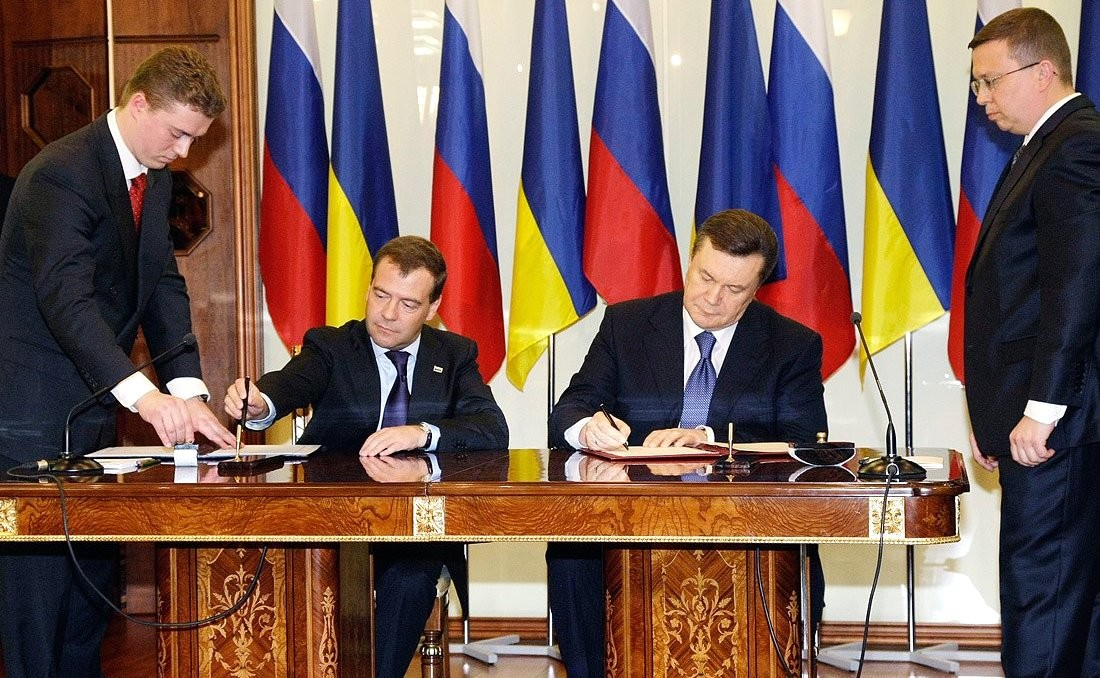
21 aprile 2010: il presidente ucraino Janukovyč (a destra) e quello russo Medvedev firmano l'accordo per il prolungamento della concessione alla Flotta del Mar Nero delle basi in Ucraina

Riguardo al già citato (e controverso) accordo che ha prolungato la permanenza delle navi russe in Ucraina, esso venne firmato il 21 aprile 2010 dal presidente ucraino Viktor Janukovyč e da quello russo Dmitrij Anatol'evič Medvedev in cambio della fornitura a un prezzo di favore del gas russo. Dopo sette anni di stop, a giugno sono quindi riprese le esercitazioni congiunte tra le due marine.
Janukovyč ridiede vita anche alla parte del trattato del 1997 in cui si permetteva alla Russia di allargare la potenza navale in Ucraina senza il permesso di Kiev, un aspetto fortemente contrastato dall'ex presidente Juščenko.

### La richiesta georgiana di navi
Come l'Ucraina, anche la Georgia chiese, in virtù di basi e navi stazionanti nel proprio territorio, la spartizione della Flotta del Mar Nero con la Russia. Non ancora membro della Comunità degli Stati Indipendenti, la Georgia non era stata chiamata in causa nei negoziati del 1992 con l'Ucraina, inoltre alcune basi minori in Abcasia sfuggirono presto al controllo di Tbilisi. Ciononostante la Georgia fece domanda di navi nel 1996, ma la Russia rifiutò ogni cessione del proprio materiale, e neanche la mediazione dell'Ucraina portò a qualcosa. L'Ucraina si limitò a fornire alla marina georgiana alcuni pattugliatori e ad addestrarne il personale. Infine, la Georgia rinunciò del tutto alle proprie pretese con la Russia in cambio di una riduzione del debito attivo nei suoi confronti.
Le navi russe della Flotta del Mar Nero ancorate in Georgia durante la seconda guerra in Ossezia del Sud hanno avuto uno scontro minore al largo dell'Abcasia con la piccola marina georgiana, fusa poi nel 2009 con la guardia costiera. Il presidente ucraino Juščenko ordinò alla marina di sbarrare l'ingresso nel porto di Sebastopoli alle navi russe di ritorno dalla Georgia, tuttavia all'atto pratico non ci fu nessun blocco e non si verificarono incidenti.

### Progetti di ampliamento
Le voci circa l'arrivo di nuove navi nella Flotta del Mar Nero sono state numerose e a volte contraddittorie. Il 3 dicembre 2009 il vicesindaco di Sebastopoli, Vladimir Kazarin, dichiarò che la Flotta avrebbe potuto perdere la sua capacità operativa, un parere condiviso anche dai media russi. Le voci vennero smentite nell'aprile del 2010 dalla marina russa, che in un comunicato affermò di voler incrementare la forza della Flotta del Mar Nero entro il 2015 con quattro fregate e altrettanti sottomarini a propulsione diesel-elettrica. La notizia venne rafforzata appena due mesi dopo dal comandante in capo della marina russa, ammiraglio Vladimir Sergeevič Vysotskij, che annunciò la decisione di modernizzare la Flotta entro il 2020 con quindici tra navi e sommergibili a compensare la dismissione degli incrociatori missilistici Kerč e Očakiv, di un sottomarino diesel-elettrico e di alcune navi da supporto. Ulteriori precisazioni hanno quantificato i nuovi arrivi in sei fregate classe Admiral Gorškov, sei sottomarini classe Lada, due navi d'assalto anfibio classe Ivan Gren e quattro navi non meglio specificate. Gli aerei anfibi Beriev Be-12 saranno sostituiti entro il 2015 dagli Ilyushin Il-38, mentre si prevede di aggiornare entro lo stesso anno i bombardieri Sukhoi Su-24M allo standard M2.

### Invasione russa dell'Ucraina
Nel marzo 2022 il vice comandante della flotta, capitano di 1ª Classe Andrej Palij, è stato ucciso in combattimento durante la battaglia di Mariupol'.

## Organizzazione

### Basi per il personale navale
- Base di Novorossijsk
- Base di Sebastopoli
- Base di Feodosia
- Base di Donuzlav

### Forze di terra
- 22º Corpo d'armata[38]
  -  126ª Brigata difesa costiera delle guardie "Gorlovka"
  -  127ª Brigata ricognizione
  -  8º Reggimento artiglieria delle guardie
  -  1096º Reggimento missilistico contraereo
  - 4º Reggimento difesa NBC
- 810ª Brigata fanteria di marina delle guardie "60º Anniversario dell'URSS"
- 11ª Brigata artiglieria costiera (SSC-5)[39]
- 15ª Brigata missilistica costiera delle guardie
- 68º Reggimento genio navale
- 854º Reggimento missilistico costiero
- 388º Punto ricognizione navale

### Componente navale

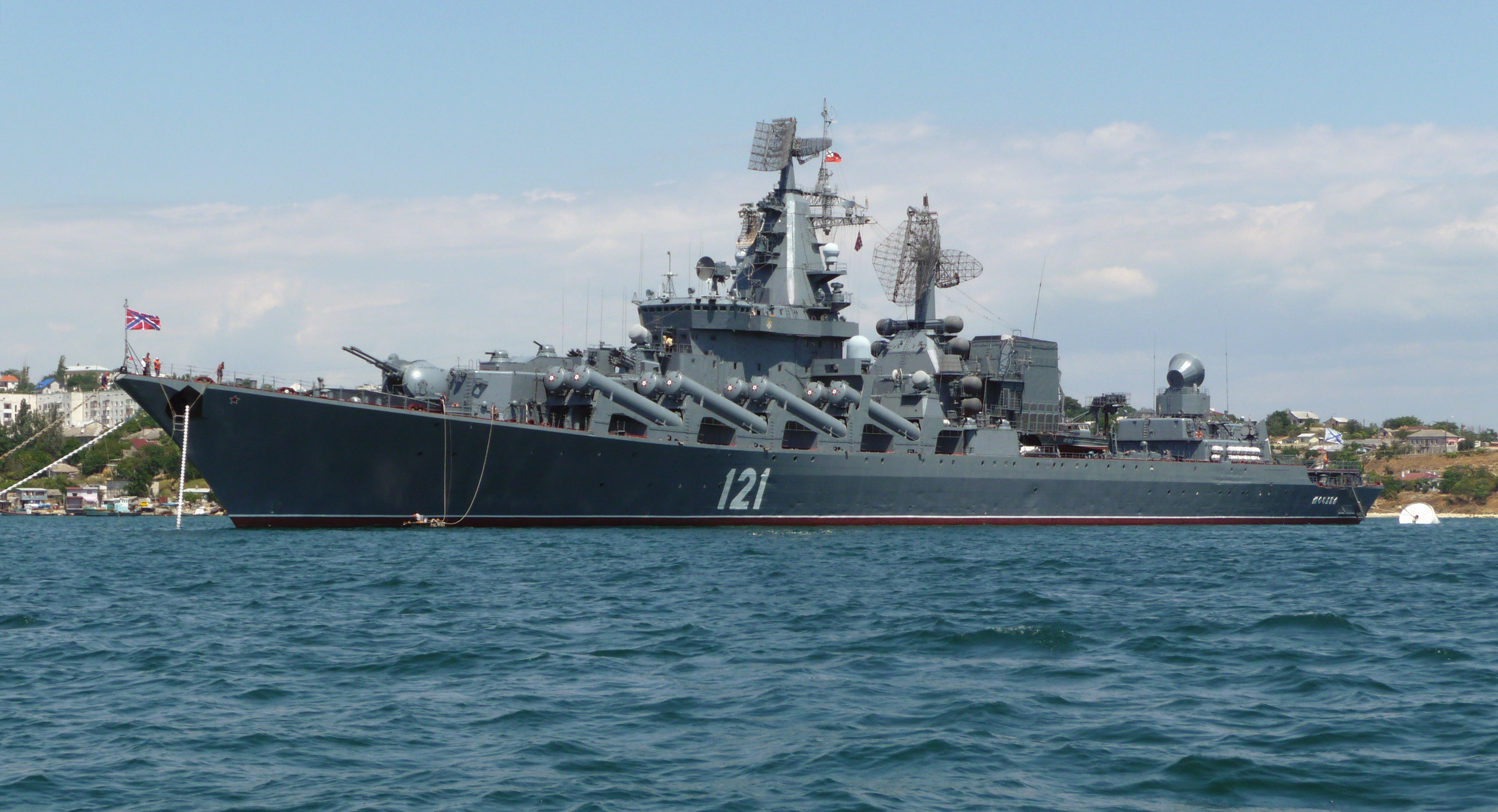
L'incrociatore Moskva, ex nave ammiraglia della Flotta del Mar Nero

La componente navale della Flotta del Mar Nero si è molto ridimensionata in seguito alla spartizione della stessa avvenuta nel 1997, con l'Ucraina. Tuttavia, si tratta di una forza di notevoli dimensioni, ma occorre precisare che diverse unità maggiori hanno circa trent'anni. Tutte le unità navali hanno il comando a Sebastopoli.
- 30ª Divisione navi di superficie, su due brigate:
  - 11ª Brigata antisommergibile, con l'incrociatore Kerč, il cacciatorpediniere Smetlivyj e le fregate classe Krivak(Ladniy e Pytlivyj) e Classe Admiral Grigorovič (Admiral Grigorovič, Admiral Essen e Admiral Makarov). Si tratta sicuramente della principale unità navale di superficie di tutta la Flotta del Mar Nero.
  - 197ª Brigata d'assalto anfibio, con circa sette navi da guerra anfibia delle classi Alligator (Orsk, Saratov[40],Nikolai Filchenkov ) e Ropucha I e II (Caesar Kunikov, Novocherkassk[40], Yama, Azov).
- 247ª Divisione autonoma sottomarini, unica unità della Flotta ad essere equipaggiata con sottomarini. Nello specifico, l'unico sottomarino operativo nel Mar Nero con la Flotta Russa è stato a lungo il B-871 "Alrosa", appartenente alla classe Kilo; negli ultimi anni, tuttavia, si sono aggiunti altri sei sottomarini della classe Varshavyanka o Kilo migliorata (progetto 636).
- 41ª Brigata navi missilistiche, su due divisioni:
  - 166ª Divisione navi missilistiche leggera, con corvette lanciamissili della classe Bora e corvette della classe Nanuchka;
  - 295ª Divisione navi missilistiche, con unità delle classi Tarantul e Matka.
- 63ª Brigata da riparazione navale
- ? Divisione autonoma navi ELINT, con navi delle classi Vishnaya e Moma.
- 97ª Divisione autonoma navi di superficie, a Temryuk. Ha in carico navi della classe Vanya, oltre ad ulteriori unità minori (12 battelli complessivi).
- 68ª Brigata difesa costiera, su due divisioni:
  - 400ª Divisione navi antisommergibile, con corvette della classe Grisha e un aliscafo classe Mukha;
  - 418ª Divisione dragamine, con dragamine della classe Natya.
- 184ª Brigata difesa costiera, con base a Novorossijsk. Risulta composta da corvette della classe Grisha e dragamine delle classi Gorya, Natya e Sonya

Le attività di supporto sono gestite da tre dipartimenti. Nello specifico, abbiamo il Dipartimento naviglio ausiliario, il Dipartimento di recupero ed il Dipartimento idrografico. Come le divisioni navali, anche i dipartimenti hanno i loro comandi a Sebastopoli.
Il Dipartimento naviglio ausiliario ha in carico circa cento navi. Le unità principali sono tre brigate e due divisioni.
- ? Brigata naviglio ausiliario.
- 9ª Brigata naviglio ausiliario, con navi ospedale della classe Ob'.
- 472ª Brigata naviglio ausiliario, con unità delle classi Boris Chilikin, Sorum e Goryn.
- 57ª Divisione naviglio ausiliario, con petroliere militari delle classi Liza e Khobi.
- 23ª Divisione navi da supporto, con unità delle classi Onega e Muna.

Accanto a tali unità ve ne sono altre minori. Tra queste, occorre ricordare il 58º Gruppo, a Fedosia, ed il 61º Gruppo a Novorossijsk.
Il Dipartimento da recupero è composto da tre divisioni.
- 138ª Divisione navi da recupero, con unità delle classi Vytegrales, Saiva, Katyn ed altre.
- 162ª Divisione da supporto navi da recupero, con unità delle classi Pozharnyi, Niryat ed altre.
- 172º Gruppo da recupero, a Novorossijsk, con unità della classe Goryn, più altre classi minori.

Il Dipartimento idrografico è composto anch'esso da tre divisioni.
- 176ª Divisione idrografica, con navi delle classi Moma e Yug.
- 422ª Divisione idrografica, con navi delle classi Yug e Finik.
- 47º Distretto idrografico, con unità della classe Finik ed altre navi minori.

Il Dipartimento Idrografico ha inoltre due distaccamenti: uno a Taganrog e l'altro a Novorossijsk.

### Aviazione navale
L'aviazione di marina della Flotta del Mar Nero ha il suo quartier generale a Sebastopoli. Al 2010 era così composta:
- 25º Reggimento autonomo elicotteri antisommergibile (Kacha, con circa 20 elicotteri del tipo Ka-27 e Mi-14).
- 917º Reggimento aereo autonomo composito (Kacha, con circa 10 aerei da trasporto An-2, An-12 e An-26; 4 Be-12; circa 10 elicotteri Mi-8).
- 43º Squadriglia autonoma d'assalto dell'aviazione navale (Novofedorivka, Saki rajon, 18 bombardieri Su-24M e 4 Su-24MR). [Annientato durante l'attacco del 9 agosto 2009]

## Comandanti

### Federazione russa
- Ammiraglio Igor' Kasatonov (settembre 1991 - settembre 1992)
- Vice Ammiraglio Vitalij Larionov (settembre 1992 - gennaio 1993) ad interim
- Ammiraglio Eduard Baltin (gennaio 1993 - febbraio 1996)
- Ammiraglio Viktor Kravčenko (febbraio 1996 - luglio 1998)
- Ammiraglio Vladimir Komoedov (luglio 1998 - ottobre 2002)
- Ammiraglio Vladimir Masorin (ottobre 2002 - febbraio 2005)
- Ammiraglio Aleksandr Tatarinov (febbraio 2005 - luglio 2007)
- Vice ammiraglio Aleksandr Kleckov (luglio 2007 - 2 luglio 2010)
- Vice ammiraglio Vladimir Korolëv (2 luglio 2010 - 23 giugno 2011)
- Vice ammiraglio Aleksandr Fedotenkov (23 giugno 2011 - 15 aprile 2013)
- Ammiraglio Aleksandr Vitko (15 aprile 2013 - 14 maggio 2018)
- Vice ammiraglio Aleksandr Moiseev (14 maggio 2018 - 8 maggio 2019)
- Ammiraglio Igor' Osipov (8 maggio 2019 - 10 agosto 2022)
- Ammiraglio Viktor Sokolov (14 agosto 2022 - 14 febbraio 2024)
- Ammiraglio Sergej Pinčuk (15 febbraio 2024 - in carica)